# Шальтянис, Саулюс
Са́улюс Шальтя́нис (лит. Saulius Šaltenis; род. 24 декабря 1945, Утена) — литовский прозаик, драматург, киносценарист; министр культуры Литовской Республики (1996—1999); лауреат Государственной премии Литовской ССР (1973) и Национальной премии Литвы по культуре и искусству (2019).

## Биография
Учился на филологическом факультете Вильнюсского университета (1963—1964), два года служил в Советской Армии.
В 1969—1972 годах работал на Литовской киностудии в редакционной коллегии сценариев. Член Союза писателей Литвы с 1971 года.
В 1988—1990 годах член Сейма Саюдиса. В 1989 году вместе с Арвидасом Юозайтисом и Саулюсом Стомой учредил еженедельную культурную газету „Šiaurės Atėnai“ («Северные Афины») и в 1990—1994 годах был её редактором. Депутат Верховного Совета Литовской ССР в 1990—1992 годах, сигнатор Акта восстановления независимости Литвы.
В 1994—1996 годах был главным редактором ежедневной газеты „Lietuvos aidas“ («Эхо Литвы»).
В 1992—1996 и 1996—2000 годах член Сейма Литвы. В 1996—1999 годах министр культуры в правительстве Гедиминаса Вагнорюса. До 2000 года состоял в Союзе отечества (Консерваторы Литвы), был вице-председателем партии.

## Творчество
В печати своими произведениями дебютировал в 1961 году. Автор рассказов, повестей, романов, пьес. По его сценариям поставлены кинофильмы «Мужское лето» („Vyrų vasara“, 1970, совместно с А. Юровским), «Геркус Мантас» („Herkus Mantas“, 1972), «Подводя черту» („Ties riba“, 1972, совместно с Григорием Кановичем), «Ореховый хлеб» („Riešutų duona“; 1977) и другие.

## Книги
- Atostogos: apsakymai. Vilnius: Vaga, 1966.
- Riešutų duona; Henrikas Montė: apysakos. Vilnius: Vaga, 1972.
- Duokiškis: apysaka. Vilnius: Vaga, 1977.
- Škac, mirtie, škac!; Jasonas: pjesės. Vilnius: Vaga, 1978.
- Atminimo cukrus: apsakymai ir apysaka. Vilnius: Vaga, 1983.
- Apysakos. Vilnius: Vaga, 1986.
- Lituanica; Duokiškio baladės: pjesės. Vilnius: Vaga, 1989.
- Kalės vaikai: romanas. Vilnius: Vaga, 1990; Žaltvykslė, 2006.
- Pokalbiai prieš aušrą: publicistika. Vilnius: Lietuvos aidas, 1995.
- Riešutų duona: apysakos ir apsakymai (sudarė Kęstutis Urba). Kaunas: Šviesa, 2003.
- Pjesės (parengė A. Iešmantaitė). Vilnius: Žaltvykslė, 2006.
- Proza: novelės ir apysakos (parengė Agnė Iešmantaitė). Vilnius: Žaltvykslė, 2006, 2007.
- Demonų amžius: proza ir dramaturgija. Vilnius: Tyto alba, 2014.
- Žydų karalaitės dienoraštis: romanas. Vilnius: Tyto alba, 2015, 2016.

## Награды и премии
- 1973 — Государственная премия Литовской ССР за киносценарий «Геркус Мантас».
- 1986 — Премия Юозаса Грушаса за драму «Lituanica».
- 2000 — Медаль Независимости Литвы.
- 2003 — Памятный знак за личный вклад в развитие трансатлантических отношений Литвы и по случаю приглашения Литовской Республики в НАТО[3].
- 2010 — Медаль по случаю двадцатой годовщины восстановления независимости Литвы[4].
- 2016 — Премия Габриэле Пяткявичайте-Бите за роман „Žydų karalaitės dienoraštis“.
- 2019 — Национальная премия Литвы по культуре и искусству.